# Flavy-le-Martel
Flavy-le-Martel – miejscowość i gmina we Francji, w regionie Hauts-de-France, w departamencie Aisne.
Według danych na styczeń 2014 roku gminę zamieszkiwało 1650 osób, a gęstość zaludnienia wynosiła 128,8 osób/km².